# Consistório Ordinário Público de 2003
O Consistório Ordinário Público de 2003 foi anunciado a 28 de Setembro de 2003 e decorreu na Basílica de São Pedro, no Vaticano, em 21 de Outubro de 2003. Neste Consistório o Papa S. João Paulo II criou 31 novos Cardeais (um in pectore), dos quais 26 Eleitores e 4 Eméritos. Foi o último Consistório presidido pelo Papa S. João Paulo II.

## Cardeais Eleitores
| Nº                     | País               | Nome                                | Idade              | Cargo                                                                         | Título ou Diaconia                                                       |
| Cardeais eleitores     | Cardeais eleitores | Cardeais eleitores                  | Cardeais eleitores | Cardeais eleitores                                                            | Cardeais eleitores                                                       |
| ---------------------- | ------------------ | ----------------------------------- | ------------------ | ----------------------------------------------------------------------------- | ------------------------------------------------------------------------ |
| 1                      | França             | Jean-Louis Pierre Tauran            | 60                 | Secretário para a Relação com os Estados                                      | Cardeal-diácono de Santo Apolinário nas Termas Neronianas-Alessandrinas  |
| 2                      | Itália             | Renato Raffaele Martino             | 70                 | Presidente do Pontifício Conselho Justiça e Paz                               | Cardeal-diácono de São Francisco de Paula no Monti                       |
| 3                      | Itália             | Francesco Marchisano                | 74                 | Arcipreste da Basílica de São Pedro                                           | Cardeal-diácono de Santa Lúcia do Gonfalone                              |
| 4                      | Espanha            | Julián Herranz Casado               | 73                 | Presidente do Pontifício Conselho para os Textos Legislativos                 | Cardeal-diácono de Santo Eugênio                                         |
| 5                      | México             | Javier Lozano Barragán              | 70                 | Presidente do Pontifício Conselho para a Pastoral no Campo da Saúde           | Cardeal-diácono de São Miguel Arcanjo                                    |
| 6                      | Japão              | Stephen Fumio Hamao                 | 73                 | Presidente do Pontifício Conselho para a Pastoral dos Migrantes e Itinerantes | Cardeal-diácono de São João Bosco na Via Tuscolana                       |
| 7                      | Itália             | Attilio Nicora                      | 66                 | Presidente da Administração do Patrimônio da Sé Apostólica                    | Cardeal-diácono de São Filipe Néri em Eurosia                            |
| 8                      | Itália             | Angelo Scola                        | 61                 | Patriarca de Veneza                                                           | Cardeal-presbítero de Santos Doze Apóstolos                              |
| 9                      | Nigéria            | Anthony Olubunmi Okogie             | 67                 | Arcebispo de Lagos                                                            | Cardeal-presbítero de Beata Virgem Maria do Monte Carmelo em Mostacciano |
| 10                     | França             | Bernard Louis Auguste Paul Panafieu | 72                 | arcebispo de Marselha                                                         | Cardeal-presbítero de São Gregório Barbarigo na Tre Fontane              |
| 11                     | Sudão              | Gabriel Zubeir Wako                 | 62                 | Arcebispo de Khartoum                                                         | Cardeal-presbítero de Santo Atanásio na Via Tiburtina                    |
| 12                     | Espanha            | Carlos Amigo Vallejo, O.F.M.        | 69                 | Arcebispo de Sevilha                                                          | Cardeal-presbítero de Santa Maria de Mont'Serrat dos Espanhóis           |
| 13                     | Estados Unidos     | Justin Francis Rigali               | 68                 | Arcebispo de Filadélfia                                                       | Cardeal-presbítero de Santa Priscila                                     |
| 14                     | Escócia            | Keith Michael Patrick O'Brien       | 65                 | Arcebispo de Saint Andrews ed Edimburgo                                       | Cardeal-presbítero de Santos Joaquim e Ana em Tuscolano                  |
| 15                     | Brasil             | Eusébio Oscar Scheid, S.C.J.        | 70                 | Arcebispo de São Sebastião do Rio de Janeiro                                  | Cardeal-presbítero de São Bonifácio e Santo Aleixo                       |
| 16                     | Itália             | Ennio Antonelli                     | 66                 | Arcebispo de Florença                                                         | Cardeal-presbítero de Santo André do Fratte                              |
| 17                     | Itália             | Tarcisio Bertone, S.D.B.            | 68                 | Arcebispo de Gênova                                                           | Cardeal-presbítero de Santa Maria Ausiliatrice in via Tuscolana          |
| 18                     | Gana               | Peter Kodwo Appiah Turkson          | 55                 | Arcebispo de Cape Coast                                                       | Cardeal-presbítero de São Libório                                        |
| 19                     | Índia              | Telesphore Placidus Toppo           | 64                 | Arcebispo de Ranchi                                                           | Cardeal-presbítero de Sagrado Coração de Jesus agonizante em Vitinia     |
| 20                     | Austrália          | George Pell                         | 62                 | Arcebispo de Sydney                                                           | Cardeal-presbítero de Santa Maria Senhora de Mazzarello                  |
| 21                     | Croácia            | Josip Bozanić                       | 54                 | Arcebispo de Zagreb                                                           | Cardeal-presbítero de São Jerônimo dos Croatas                           |
| 22                     | Vietname           | Jean-Baptiste Pham Minh Mân         | 69                 | Arcebispo de Hô Chí Minh                                                      | Cardeal-presbítero de São Justino                                        |
| 23                     | Guatemala          | Rodolfo Quezada Toruño              | 71                 | Arcebispo de Guatemala                                                        | Cardeal-presbítero de São Saturnino                                      |
| 24                     | França             | Philippe Xavier Ignace Barbarin     | 53                 | Arcebispo de Lyon                                                             | Cardeal-presbítero de Santíssima Trindade no Monte Pincio                |
| 25                     | Hungria            | Péter Erdő                          | 51                 | Arcebispo de Esztergom-Budapeste                                              | Cardeal-presbítero de Santa Balbina                                      |
| 26                     | Canadá             | Marc Ouellet, P.S.S.                | 59                 | Arcebispo de Québec                                                           | Cardeal-presbítero de Santa Maria in Traspontina                         |
| Cardeais não-eleitores |                    |                                     |                    |                                                                               |                                                                          |
| 27                     | Suíça              | Georges Marie Martin Cottier, O.P.  | 81                 | presbítero da Ordem dos Pregadores                                            | Cardeal-diácono de Santos Domingos e Sisto                               |
| 28                     | Bélgica            | Gustaaf Joos                        | 80                 | Presbítero da Diocese de Ghent                                                | Cardeal-diácono de São Pedro Damião no Monte de São Paulo                |
| 29                     | República Checa    | Tomáš Špidlík, S.J.                 | 83                 | Presbítero da Companhia de Jesus                                              | Cardeal-diácono de Santa Ágata dos Góticos                               |
| 30                     | Polónia            | Stanislaw Kazimierz Nagy, S.C.I.    | 82                 | presbítero da Congregação dos Sacerdotes do Sagrado Coração de Jesus          | Cardeal-diácono de Santa Maria da Scalla                                 |
| Cardeais In Pectore    |                    |                                     |                    |                                                                               |                                                                          |
| 31                     |                    | Nunca revelado                      |                    |                                                                               |                                                                          |